# Dario Quintavalle
Dario Quintavalle (Gaeta, 1898 – Roma, 1978) è stato un dirigente pubblico e magistrato italiano.

## Biografia
Combattente nella prima guerra mondiale come ufficiale dell'aeronautica, conobbe e collaborò con Gabriele d'Annunzio. Entrato al congedo nel servizio pubblico ricoprì numerosi incarichi nella ricostruzione post-bellica. Dirigente del Ministero delle finanze col grado di Direttore Capo di Ragioneria di I classe fu - con decreto approvato nella riunione del Consiglio dei ministri della Repubblica Sociale Italiana del 24 novembre 1943 - collocato a riposo d'autorità insieme a molti alti funzionari dello Stato per aver rifiutato di aderire al governo della Repubblica di Salò.
Dopo la guerra, superato favorevolmente il giudizio della Commissione di epurazione, venne nominato, su proposta di Ferruccio Parri, consigliere della Corte dei conti nella seduta del Consiglio dei ministri del 10 agosto 1945. 
In tale veste contribuì, con vari ed approfonditi studi in materia di finanza pubblica, ai lavori dell'Assemblea Costituente 
Raggiunse poi il grado di Presidente di Sezione, congedandosi infine col titolo di Presidente onorario della Corte dei conti.